# آتیلیو پاوسی
آتیلیو پاوسی (ایتالیایی: Attilio Pavesi; ۱ اکتبر ۱۹۱۰ – ۲ اوت ۲۰۱۱) دوچرخه‌سوار اهل ایتالیا بود.
وی در مسابقات کشوری و بین‌المللی در مجموع برندهٔ ۲ مدال طلا شده‌است.